# Obex

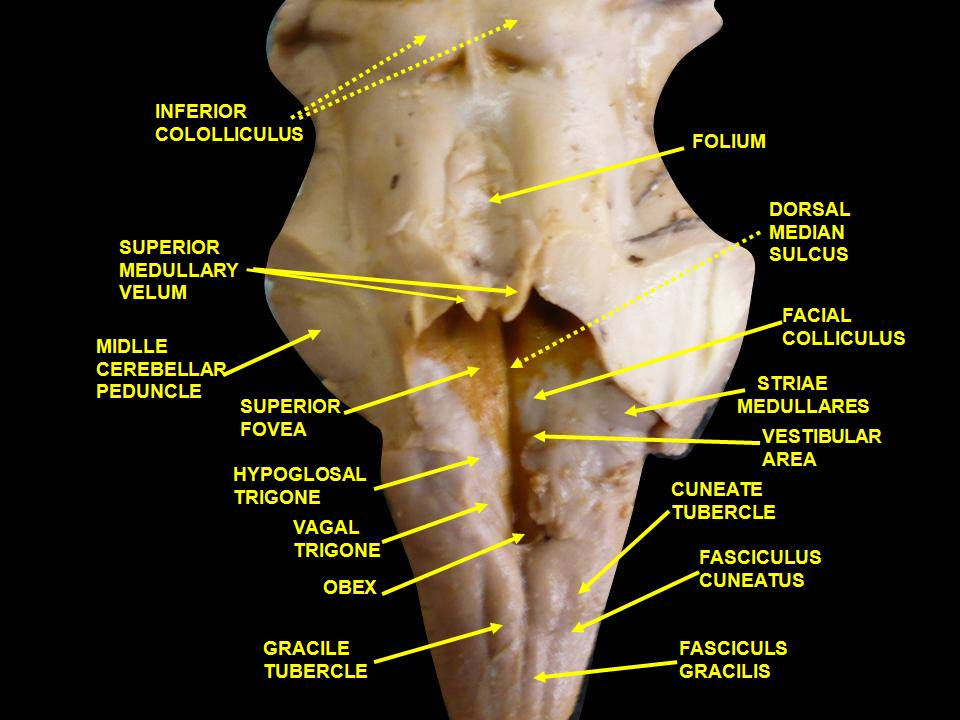
Hirnstamm. Der Obex ist unten im Bild zu sehen.

Als Obex oder Riegel bezeichnet man in der Neuroanatomie den am weitesten hinten gelegenen Punkt der Rautengrube (Fossa rhomboidea). Am Obex endet die Mittelfurche (Sulcus medianus) der Medulla oblongata. Hier liegt der Übergang vom vierten Hirnventrikel in den Zentralkanal des Rückenmarks.
Im Bereich des Obex liegt die Area postrema. Darüber hinaus kreuzen hier über die inneren Bogenfasern (Fibrae arcuatae internae) auch die Bahnen des lemniskalen Systems auf die gegenüberliegende (kontralaterale) Seite. Damit ist der Obex also eine schmale Querverbindung am unteren Ende des Daches des vierten Ventrikels.
Der Obex dient als Orientierungspunkt in der Neurochirurgie. Aus der dünnen Markplatte des Obex erfolgen auch die Beprobungen von Schlachtrindern auf BSE und von Schafen auf Scrapie.